# (15) Eunomia
(15) Eunomia ist ein Asteroid des mittleren Hauptgürtels, der am 29. Juli 1851 vom italienischen Astronomen Annibale de Gasparis am Osservatorio Astronomico di Capodimonte in Neapel entdeckt wurde.
Der Asteroid wurde benannt nach Eunomia, einer der Horen, Personifizierung von Ordnung und Gesetz. Die anderen sind Eirene und Dike. Das früher für den Asteroiden verwendete Symbol  war ein Herz mit einem Stern darüber.

## Wissenschaftliche Auswertung
Mit Daten radiometrischer Beobachtungen im Infraroten am Mauna-Kea-Observatorium auf Hawaiʻi aus 1972 und vom Januar 1974 wurden für (15) Eunomia erstmals Werte für den Durchmesser und die Albedo von 260 und 263 km bzw. 0,17 und 0,16 bestimmt. Aus Ergebnissen der IRAS Minor Planet Survey (IMPS) wurden 1992 Angaben zu Durchmesser und Albedo für zahlreiche Asteroiden abgeleitet, darunter auch (15) Eunomia, für die damals Werte von 255,3 km bzw. 0,21 erhalten wurden. Radarastronomische Untersuchungen am Arecibo-Observatorium vom 25. September 2002 bei 2,38 GHz ergaben einen effektiven Durchmesser von 259 ± 30 km. Mit einer hochaufgelösten Aufnahme mit dem Adaptive Optics (AO)-System am Teleskop II des Keck-Observatoriums auf Hawaiʻi im Infraroten vom 11. November 2011 konnte ein äquivalenter Durchmesser von 254 ± 27 km abgeleitet werden. Eine Auswertung von Beobachtungen durch das Projekt NEOWISE im nahen Infrarot führte 2011 zu vorläufigen Werten für den Durchmesser und die Albedo im sichtbaren Bereich von 259,0 km bzw. 0,21. Nach neuen Messungen mit NEOWISE wurden die Werte 2014 auf 231,7 km bzw. 0,25 korrigiert.
Spektrophotometrische und spektroskopische Untersuchungen von (15) Eunomia im Februar 1996 am La-Silla-Observatorium in Chile sowie im Juli 1998 am Calar-Alto-Observatorium in Spanien führten zu Erstellung eines dreidimensionalen, unregelmäßig länglichen Gestaltmodells des Asteroiden. Es konnte dabei das Vorhandensein von zwei Hemisphären mit unterschiedlicher Zusammensetzung bestätigt werden. Offenbar weist der Asteroid auf einer Hemisphäre eine höhere Konzentration eines Pyroxens mit mäßigem Eisengehalt auf, während die restliche Oberfläche von einem eisenreichen Olivin dominiert wird. Ein großer Teil der ursprünglichen, mit Pyroxen angereicherten Krustenschicht ging wahrscheinlich durch eine schwere Kollision verloren, bei der die Eunomia-Asteroidenfamilie (siehe unten) entstand. Es konnten aber keine Hinweise auf einen eventuell vorhandenen freiliegenden metallischen Kern gefunden werden.

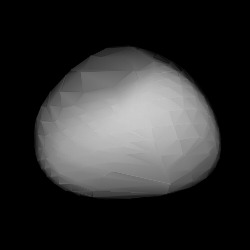
Berechnetes 3D-Modell von (15) Eunomia

Nach ersten photometrischen Beobachtungen von (15) Eunomia vom 16. März bis 10. Mai 1905 am Harvard-College-Observatorium in Massachusetts erfolgten weitere Messungen am 11. und 15. August 1950, am 25. Januar 1952 und am 7. April 1953 am McDonald-Observatorium in Texas. Aus den während vier Nächten aufgezeichneten Lichtkurven konnte für den Asteroiden eine Rotationsperiode von 6,08 h abgeleitet werden. Mit weiteren Messungen vom 21. bis 27. Dezember 1955 konnte die Rotationsperiode noch etwas genauer zu 6,083 h bestimmt werden. Der Drehsinn wurde als retrograd eingeschätzt, die Rotationsachse als nahezu senkrecht zur Ebene der Ekliptik stehend. Weitere Beobachtungen erfolgten in den Jahren 1959 und 1965 in China, am 7. März 1970 am Kitt-Peak-Nationalobservatorium in Arizona sowie vom 24. Februar bis 20. April 1974 am Osservatorio Astronomico di Torino in Italien. Hier wurde eine Rotationsperiode von 6,0806 h bestimmt.
Eine Forschergruppe an der University of Arizona und am Planetary Science Institute in Tucson führte in den 1980er Jahren ein Programm zur „Photometrischen Geodäsie“ einer Anzahl von schnell rotierenden Asteroiden des Hauptgürtels durch, darunter auch (15) Eunomia. Bei Beobachtungen am Kitt-Peak-Nationalobservatorium bei mehreren Gelegenheiten zwischen August 1981 und Oktober 1985 konnten zahlreiche Lichtkurven erfasst werden. Die Auswertung in einer Untersuchung von 1988 errechnete daraus zwei alternative Positionen für die Rotationsachse mit retrograder Rotation und eine Periode von 6,0828 h sowie die Achsenverhältnisse eines ellipsoidischen Gestaltmodells. In einer finalen Auswertung von 1991 konnte unter Verwendung einer weiteren Lichtkurve vom Oktober 1985 (siehe unten) eine der beiden alternativen Rotationsachsen ausgeschlossen werden.
In den 1980er und 1990er Jahren gab es darüber hinaus weitere Untersuchungen, die aus den archivierten Lichtkurven Berechnungen mit unterschiedlichen Methoden zur Bestimmung meist von zwei alternativen Lösungen für die Position der Rotationsachse, des Drehsinns, der Rotationsperiode und der Achsenverhältnisse von Gestaltmodellen durchführten. Dabei gab es immer wieder auch neue photometrische Beobachtungen, die weitere Lichtkurven lieferten, wie am 3. und 4. November und 11. Dezember 1981 am Aarne-Karjalainen-Observatorium in Finnland, am 7. und 17. Oktober 1985 am North Valley Stream Observatory in New York sowie in 1985 und 1987 mit dem Carlsberg-Meridiankreis am Roque-de-los-Muchachos-Observatorium auf La Palma.
Eine Beobachtung am 30. September 1998 mit den Fine Guidance Sensors (FGS) des Hubble-Weltraumteleskops bevorzugte eine der zuvor bestimmten Positionen der Rotationsachse. Die Gestalt des Asteroiden wurde als verlängertes Ellipsoid mit Achsen von (362 × 206 × 204) km, entsprechend einem effektiven Durchmesser von 248 km beschrieben. Es wurden keine zwingenden Hinweise auf eine Duplizität des Asteroiden gefunden und die Form ist wohl nicht regulär ellipsoid, sondern eher eiförmig.
Aus 31 im Uppsala Asteroid Photometric Catalogue (UAPC) archivierten Lichtkurven der Beobachtungsjahre 1950 bis 1995 wurde in einer Untersuchung von 2002 erstmals ein dreidimensionales, sehr regelmäßiges und quasi-ellipsoides Gestaltmodell berechnet. Es wurden dazu eine eindeutige Rotationsachse mit retrograder Rotation und eine Periode von 6,08275 h gefunden. Mit dem neuen Algorithmus All-Data Asteroid Modeling (ADAM) wurde dann 2017 ein Gestaltmodell erstellt, das alle verfügbaren photometrischen Daten in Verbindung mit hochaufgelösten Infrarot-Aufnahmen des Keck-II-Teleskops auf Hawaiʻi vom September 2002, Dezember 2007 und Januar 2008 gut reproduziert. Für die Rotationsachse wurde wieder eine eindeutige und verbesserte Position mit retrograder Rotation und eine Periode von 6,08275 h bestimmt, während für die Größe ein volumenäquivalenter Durchmesser von 275 ± 5 km abgeleitet wurde.
Bereits in einer Untersuchung von 2009 war aus 83 archivierten Beobachtungen des Astrometrie-Satelliten Hipparcos für den Asteroiden (15) Eunomia eine eindeutige Rotationsachse mit retrograder Rotation, eine Periode von 6,08273 h sowie die Achsenverhältnisse eines ellipsoidischen Gestaltmodells berechnet worden. Bei einer erneuten Auswertung von 2019 konnte dann für ein ellipsoidisches Gestaltmodell eine Rotationsachse mit retrograder Rotation und eine Periode von 6,0828 h sowie die Achsenverhältnisse berechnet werden. Zusätzlich wurde die Berechnung aber auch für ein cellinoid-förmiges Gestaltmodell (ähnlich einem flachgedrückten Ei) durchgeführt. Hier wurde jedoch ein prograde Rotation mit einer Periode von 6,0827 h gefunden.

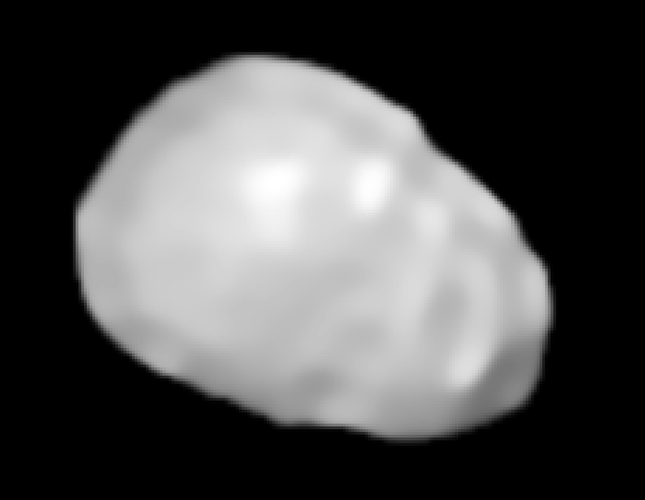
Aufnahme von (15) Eunomia durch das Very Large Telescope (VLT) am 5. August 2019

Neue photometrische Beobachtungen von (15) Eunomia erfolgten noch einmal vom 13. bis 20. Juni 2019 mit den ferngesteuerten Teleskopen TRAPPIST-North am Oukaïmeden-Observatorium in Marokko und TRAPPIST-South am La-Silla-Observatorium. Aus der Lichtkurve wurde hier eine Rotationsperiode von 6,083 h bestimmt.
Abschätzungen von Masse und Dichte für (15) Eunomia aufgrund von gravitativen Beeinflussungen auf Testkörper ergaben in einer Untersuchung von 2012 eine Masse von etwa 31,4·1018 kg, was mit einem angenommenen Durchmesser von etwa 257 km zu einer Dichte von 3,54 g/cm³ führte bei keiner Porosität. Diese Werte besitzen eine Unsicherheit im Bereich von ±5 %. Eine weitere Untersuchung von 2017 bestimmte die Masse des Asteroiden zu etwa 31,0·1018 kg mit einer Unsicherheit von ±1 %. Ein umfangreiches Programm der Europäischen Südsternwarte (ESO) zielte darauf ab, die 3D-Form und damit die Dichte von großen Hauptgürtel-Asteroiden zu ermitteln, um ihre Entstehung und Entwicklung besser zu belegen. Es wurden dazu mit dem adaptiven Optikinstrument SPHERE des Very Large Telescope (VLT) am Paranal-Observatorium in Chile hochauflösende Bilder von 42 großen (D > 100 km) Hauptgürtel-Asteroiden aufgenommen, darunter auch (15) Eunomia. Neben hochaufgelösten Bildern des Asteroiden konnten in der finalen Auswertung 2022 unter anderem folgende Daten erfasst werden:
- Mittlerer Durchmesser 270 ± 3 km
- Abmessungen in drei Achsen (340 × 248 × 229) km
- Masse 30,5·1018 kg
- Dichte 2,96 g/cm³
- Albedo 0,19
- Rotationsperiode 6,082753 h
- Position der Rotationsachse mit retrograder Rotation

Eine Auswertung der astrometrischen Daten von Gaia DR2, die bei Begegnungen mit verschiedenen anderen Asteroiden erfasst wurden, führte in einer Untersuchung von 2022 für (15) Eunomia zur Abschätzung einer Masse von 30,3·1018 kg. Neue Auswertungen von Gaia-DR3-Daten einer Begegnung von (15) Eunomia mit zwei kleinen Asteroiden ergaben in einer Untersuchung von 2023 Werte für die Masse und die Dichte von (15) Eunomia von 26,9·1018 kg bzw. 2,61 g/cm³.

## Eunomia-Familie
(15) Eunomia ist namensgebendes und größtes Mitglied einer Asteroidenfamilie mit ähnlichen Bahneigenschaften, wie eine Große Halbachse von 2,54–2,70 AE, eine Exzentrizität von 0,13–0,17 und eine Bahnneigung von 12,3°–13,9°. Taxonomisch handelt es sich um Asteroiden der Spektralklasse S und L, die mittlere Albedo liegt bei 0,26. Der Eunomia-Familie wurden im Jahr 2019 etwa 3580 Mitglieder zugerechnet, ihr Alter kann nicht durch ein einzelnes Kollisionsereignis erklärt werden, es wurden dafür zwischen 2,0 ± 0,4 Mrd. Jahre und 1,14 ± 0,24 Mrd. Jahre geschätzt. Die Familie könnte entstanden sein, als ein Ursprungskörper von etwa 236 km Durchmesser von einem Impaktor mit einer Größe von mindestens 8 km getroffen wurde, wodurch er aber nur etwa 5,5 % seiner Masse verlor.

## Rezeption in der Literatur
Im 1962 erschienenen Science-Fiction-Roman Praktikanten der Brüder Arkadi und Boris Strugazki spielt eine Episode auf (15) Eunomia, wo Sprengexperimente durchgeführt werden.